# Электрогирация
Электрогирация — эффект пространственной дисперсии, состоящий в возникновении или изменении оптической активности (гирации) в кристаллах под действием постоянного или переменного электрического поля.
Как явление пространственной дисперсии — электрогирация отличается от эффекта Фарадея поведением приращения оптической активности при изменении знака волнового вектора, то есть при электрогирационном эффекте приращение оптической активности изменяет знак при изменении знака волнового вектора, а при эффекте Фарадея  — нет.
Электрогирационный эффект, пропорциональный к напряженности электрического поля (линейная электрогирация) разрешен в кристаллах, которые принадлежат ко всем точечным группам симметрии, за исключением трех кубических — m3m, 432 і {\displaystyle {\overline {4}}3m}, а эффект, пропорциональный к квадрату напряженности электрического поля (квадратическая электрогирация), разрешен симметрией только в ацентричных кристаллах.

## Историческая справка
Изменение знака оптической активности, индуцированное электрическим полем, впервые наблюдалось в сегнетоэлектрических кристаллах LiH3(SeO4)2 Г.Футамой и Р.Пепинским в 1961 г.
 при переполяризации сегнетоэлектрических доменов (изменение точечной группы симметрии при фазовом переходе 2/m — m). Наблюдаемое явление объяснялось особенностью доменной структуры (взаимозамещением оптических осей при переполяризации доменной структуры), а не электрогирацией, индуцированной спонтанной поляризацией. Впервые описание электрогирационного эффекта, индуцированного электрическим полем и спонтанной поляризацией при сегнетоэлектрических фазовых переходах, по-видимому, было предложено К.Аизу в 1963 г.(статья поступила в редакцию 9-го сентября 1963 г.). Вероятно, К.Аизу был первым, кто определил электрогирационный эффект как: «The rate of change of the gyration with the biasing electric field at zero value of the biasing electric field is provisionally referred to as „electrogyration“». Термин «электрогирация» был впервые предложен также К.Аизу. Одновременно с К.Аизу И. С. Желудев предложил описание электрогирации в 1964 г. на основании симметрийного подхода и тензорных соотношений (статья поступила в редакцию 21 февраля 1964 г.). В данной статье электрогирация называлась электрооптической активностью. В 1969 г. О. Г. Влох впервые экспериментально обнаружил электрогирационный эффект, индуцированный электрическим полем в кристаллах кварца и определил коэффициенты квадратической электрогирации. (статья поступила в редакцию 7 июля 1969 г.).
Таким образом, электрогирационный эффект был предвиден и описан, одновременно японским учёным К.Аизу и русским ученым И. С. Желудевым в 1963—1964 гг. и впервые экспериментально обнаружен украинским ученым О. Г. Влохом в 1969 г.
.

## Описание явления

### Электродинамическое описание
Вектор напряженности электрического поля (или индукции) электромагнитной волны, распространяющейся в гиротропном кристалле, можно представить, как:
{\displaystyle E_{i}=B_{ij}^{0}D_{j}+{\tilde {\delta }}_{ijk}{\frac {\partial D_{j}}{\partial x_{k}}}=B_{ij}^{0}D_{j}+(ie_{ijl}{\tilde {g}}_{lk}k_{k})D_{j}}, (1)
или
{\displaystyle D_{i}=\epsilon _{ij}^{0}E_{j}+\delta _{ijk}{\frac {\partial E_{j}}{\partial x_{k}}}=\epsilon _{ij}^{0}E_{j}+(ie_{ijl}{g}_{lk}k_{k})E_{j}}, (2)
где {\displaystyle B_{ij}^{0}} — тензор оптических поляризационных констант, {\displaystyle \epsilon _{ij}^{0}} — тензор диэлектрической проницаемости, {\displaystyle {\tilde {g}}_{lk}{\overline {n}}=g_{kl}}, {\displaystyle {\overline {n}}} — среднее значение показателей преломления,  {\displaystyle D_{j}} — индукция, {\displaystyle \delta _{ijk}}, {\displaystyle {\tilde {\delta }}_{ijk}} — полярный тензор третьего ранга,  {\displaystyle e_{ijl}} — полностью антисимметричный, единичный псевдотензор Леви-Чивита,  {\displaystyle k_{k}} — волновой вектор {\displaystyle g_{lk}} и , {\displaystyle {\tilde {g}}_{lk}} — аксиальные тензоры второго ранга (тензоры гирации). Удельный угол поворота плоскости поляризации {\displaystyle \rho }, связанный с естественной оптической активностью, определяется соотношением:
{\displaystyle \rho ={\frac {\pi }{\lambda n}}g_{lk}l_{l}l_{k}={\frac {\pi }{\lambda n}}G}, (3)
де {\displaystyle n} — показатель преломления, {\displaystyle \lambda } — длина волны оптического излучения, {\displaystyle l_{l}} и {\displaystyle l_{k}} — трансформационные соотношения между декартовой и сферической системами координат ({\displaystyle l_{1}=\sin \Theta \cos \varphi }, {\displaystyle l_{2}=\sin \Theta \sin \varphi ,l_{3}=\cos \Theta }),  {\displaystyle G} — псевдоскалярный параметр гирации.
Электрогирационное приращение тензора гирации под действием электрического поля {\displaystyle E_{m}} и/или {\displaystyle E_{n}} можно представить в виде:
{\displaystyle \Delta g_{lk}=\gamma _{lkm}E_{m}+\beta _{lkmn}E_{m}E_{n}}, (4)
где {\displaystyle \gamma _{lkm}} и {\displaystyle \beta _{lkmn}} аксиальные тензоры третьего и четвертого рангов, описывающие линейную и квадратическую электрогирацию, соответственно. При отсутствии линейного двупреломления электрогирационное приращение удельного вращения плоскости поляризации света запишется, как:
{\displaystyle \Delta \rho ={\frac {\pi }{\lambda n}}g_{lk}l_{l}l_{k}={\frac {\pi }{\lambda n}}\Delta G={\frac {\pi }{\lambda n}}(\gamma _{lkm}E_{m}+\beta _{lkmn}E_{m}E_{n})l_{l}l_{k}}. (5)
Электрогирационный эффект может индуцироваться спонтанной поляризацией при сегнетоэлектрических фазовых переходах:
{\displaystyle \Delta \rho ={\frac {\pi }{\lambda n}}g_{lk}l_{l}l_{k}={\frac {\pi }{\lambda n}}\Delta G={\frac {\pi }{\lambda n}}({\tilde {\gamma }}_{lkm}P_{m}^{s}+{\tilde {\beta }}_{lkmn}P_{m}^{s}P_{n}^{s})l_{l}l_{k}}. (6)
Энантиоморфизм сегнетоэлектрических доменов проявляется именно благодаря электрогирационному эффекту, индуцированному спонтанной поляризацией.

### Симметрийное описание
Электрогирационный эффект может быть довольно просто объяснен на основании симметрийного подхода, то есть на основании симметрийных принципов Кюри и Неймана. В кристаллах, обладающих центром симметрии, оптическая активность (гирация) запрещена, поскольку соответственно с принципом Неймана точечная группа симметрии среды должна быть подгруппой точечной группы эффекта, который является свойством данной среды. Так как гирационный тензор, который владеет симметрией аксиального тензора второго ранга  — {\displaystyle \infty 2} , не представляет подгруппы группы симметрии центросимметричной среды  — естественная оптическая активность не может существовать в такой среде. Согласно симметрийному принципу Кюри под влиянием на среду внешнего воздействия — симметрия среды понижается к группе симметрии, которая является пересечением множеств групп симметрии действия и среды. Таким образом, влияние электрического поля с симметрией полярного вектора (группа симметрии — {\displaystyle \infty mm}) на кристалл, обладающий центром симметрии ведет к понижению симметрии кристалла к ацентричной группе симметрии, разрешающей возникновение оптической активности. Однако при квадратичном электрогирационном эффекте симметрия действия должна рассматриваться как симметрия диадного произведения двух полярных векторов напряженности электрического поля {\displaystyle E_{m}E_{n}}, то есть как симметрия полярного тензора второго ранга (группа симметрии — {\displaystyle \infty /mmm}). Такое центросимметричное воздействие не в состоянии понизить симметрию среды к ацентричной группе. Именно этот факт и является причиной того, что квадратичная электрогирация может существовать только в ацентричных средах.

### Собственные волны при электрогирации
В общем случае, при распространении света в оптически анизотропных направлениях, при наличии электрогирации собственные волны среды становятся эллиптически поляризованными с вращением азимута оси эллипса поляризации. Эллиптичность и азимут определяются соотношениями:

{\displaystyle \kappa ={\frac {\Delta G}{2\Delta n{\overline {n}}}}}, (7)

{\displaystyle \tan 2(\alpha -\chi )={\frac {2\kappa }{1+\kappa ^{2}}}\tan {\boldsymbol {\Gamma }}\left(1+{\frac {P\tan 2\alpha +(1-R)}{R+\tan ^{2}2\alpha }}\right)} , (8)

соответственно, где {\displaystyle \alpha } — ориентация азимута линейно поляризованного, входящего в среду света, относительно осей оптической индикатрисы, {\displaystyle \Delta n} — линейное двупреломление, {\displaystyle {\boldsymbol {\Gamma }}} — разница фаз, {\displaystyle P={\frac {(1-\kappa ^{2})^{2}}{2\kappa (1+\kappa ^{2})}}}, {\displaystyle R=\left({\frac {2\kappa }{1+\kappa ^{2}}}\right)^{2}+\left({\frac {1-\kappa ^{2}}{1+\kappa ^{2}}}\right)^{2}} . В случае распространения света в оптически изотропном направлении, собственные волны становятся циркулярно поляризованными с различными фазовыми скоростями и различными знаками циркулярной поляризации (правым и левым). Тогда соотношение (8) можно упростить для описания вращения плоскости поляризации света:
{\displaystyle 2(\alpha -\chi )={\boldsymbol {\Gamma }}}, (9)

или
{\displaystyle \rho d=\alpha -{\frac {\boldsymbol {\Gamma }}{2}}}, (10)

где {\displaystyle d} — длина образца в направлении распространения света.
Для направлений распространения света, далеких от оптической оси, эллиптичность {\displaystyle \kappa } является малой величиной и в (8) можно пренебречь членами с {\displaystyle \kappa ^{2}}. Тогда для описания ориентации азимута эллипса поляризации и гирационного тензора можно использовать упрощенные соотношения:
{\displaystyle \tan 2\chi =-2\kappa \sin {\boldsymbol {\Gamma }}}, (11)

или
{\displaystyle g_{kl}=2\chi \Delta n{\overline {n}}}. (12)
Согласно соотношению (11) при распространении света в анизотропных направлениях гирационный (или электрогирационный) эффект проявляется в осциляциях азимута эллипса поляризации при изменении разности фаз.

### Экспериментальные результаты
Электрогирационный эффект впервые наблюдался в квадратическом виде в кристаллах кварца. Позже как линейная, так и квадратичная электрогирация
 изучалась в диэлектрических(HIO3, LiIO3, PbMoO4, NaBi(MoO4)2, Pb5SiO4(VO4)2, Pb5SeO4(VO4)2, Pb5GeO4(VO4)2, квасцах 
 и др.) полупроводниковых (AgGaS2, CdGa2S4), сегнетоэлектрических (кристаллах семейств TГС, Сегнетовой соли, Pb5Ge3O11, KDP и др.)

 и фоторефрактивных (BiSiO20, BiGeO20, Bi12TiO20) материалах 
. Электрогирационный эффект, индуцированный мощным лазерным излучением (самоиндуцированная электрогирация), изучался в
. Влияние электрогирации на фоторефрактивную запись исследовалось в . Электрогирация, по существу, является первым обнаруженным эффектом градиентной нелинейной оптики, поскольку с точки зрения нелинейной электродинамики, при учёте частотных перестановок, существование градиента электрического поля световой волны в пределах небольших длин (например, постоянной решетки) соответствует макроскопическому градиенту внешнего электрического поля.